# Советско-китайский договор о дружбе и союзе
Советско-китайский договор о дружбе и союзе — договор, заключённый сроком на 30 лет 14 августа 1945 года между СССР и Китайской Республикой.

## Предыстория
В феврале 1945 года на Ялтинской конференции СССР согласился вступить в войну против Японии, однако обставил своё согласие рядом условий. В связи с тем, что советские условия касались в том числе и Китая, глава которого в конференции не участвовал, 30 июня 1945 года начались советско-китайские переговоры в Москве.
Советская сторона настаивала, чтобы официальное правительство Китая признало независимость Монгольской Народной Республики, уступило Советскому Союзу Квантунскую область с портами Дальний и Порт-Артур, и предоставило СССР все права на управление КВЖД, а также шахт, заводов и других промышленных предприятий на китайской территории. В ответ Советское правительство было готово подписать договор о дружбе и союзе, и тем самым гарантировать, что СССР не будет вмешиваться в китайские внутренние дела и предоставлять помощь врагам Чан Кайши в Китае. Поскольку советские условия превышали возможности уступок со стороны других участников Ялтинских соглашений, 14 июля 1945 года переговоры были прерваны.
Однако США требовалось участие СССР в войне с Японией, также они были не против получения гарантий отказа СССР от поддержки КПК, поэтому в результате давления Соединённых Штатов 7 августа 1945 года переговоры возобновились. Чан Кайши был готов заплатить определённую цену за союз с СССР в случае получения от советского правительства гарантий того, что оно не будет поддерживать китайских коммунистов. Советская сторона предоставила гарантии поддержки гоминьдановского правительства, заявила о невмешательстве во внутренние дела Китая, и даже согласилась на условие Чан Кайши о проведении референдума по вопросу о предоставлении независимости Внешней Монголии. В результате 14 августа 1945 года договор был подписан.

## Договор
По условиям договора стороны обязывались вести войну против Японии до окончательной победы, не заключать каких-либо союзов и не принимать участия в какой-либо коалиции, направленной против другой стороны. Обе стороны брали на себя обязательство взаимно уважать суверенитет и территориальную целостность друг друга, не вмешиваться во внутренние дела друг друга.
Одновременно с договором были подписаны Соглашение о Китайской Чанчуньской железной дороге, как совместно управляемой общей собственности обеих стран, об использовании обеими сторонами военно-морской базы в Порт-Артуре, закрытой для судов других государств, и об объявлении порта Дальний открытым торговым портом под совместным управлением обеих сторон. Советское правительство заявило о том, что в течение трёх месяцев после капитуляции Японии советские войска будут выведены из северо-восточных провинций Китая за исключением Порт-Артура и Дальнего. Состоялся также обмен нотами между министрами иностранных дел СССР и Китая о признании Китаем независимости Монгольской Народной Республики.

## Итоги и последствия
После разгрома японских войск в Маньчжурии советская администрация, выполняя условия договора, отказалась пускать в контролируемые ею города вооружённые силы коммунистов, и способствовала установлению там гоминьдановской администрации. В связи с тем, что в годы войны войска Чан Кайши оказались оттеснены далеко на юго-запад Китая, и не могли быть быстро переброшены на северо-восток, 30 ноября и 9 декабря по просьбе китайской стороны срок пребывания советских войск в Маньчжурии продлевался. В то же время, именно ссылаясь на этот договор советская администрация в ноябре 1945 года отказала эскадре американского 7-го флота в разрешении высадить гоминьдановские войска в Порт-Артуре и Дальнем, так как это способствовало бы разжиганию гражданской войны в Китае.
С образованной в 1949 году Китайской Народной Республикой 14 февраля 1950 года Советским Союзом был подписан новый договор.